# باتمان: أركام سيتي
باتمان: أركام سيتي (بالإنجليزية: Batman: Arkham City؛ يترجم كـ « الرجل الوطواط: مدينة أركام »)‏ هي لعبة فيديو من نوع أكشن-مغامرة، قتال وتسلل و هي تابعة للعبة باتمان: أركام أسايلم المستندة على شخصية باتمان من دي سي كومكس . تم الإعلان الرسمي عنها عام 2010 وصدرت في أكتوبر 2011 لـ ويندوز، و‌بلاي ستيشن 3، و‌إكس بوكس 360، و‌وي يو، وهي من تطوير روك ستيدي ستوديوز ونشر شركة وارنر برذرز إنترآكتيف إنترتيمنت.

## القصة
تقع أحداث قصة هذا الجزء بعد عام من أحداث باتمان: أركام أسايلم . كوينسي شارب (Quincy Sharp) (المراقب السابق لمصحة أركام) نسب له الفضل في إيقاف الجوكر و استغل السمعة ليصبح عمدة لمدينة غوثام (Gotham City) . يقوم شارب بشراء الأحياء الفقيرة في مدينة غوثام ويقوم بنشر عساكر من مجموعة تسمى تيجر (Tyger) في محيطها . تم احضار السجناء إلى مدينة أركام وأطلق العنان لحريتهم شرط عدم محاولة الهروب . للإشراف على المدينة يقوم شارب بتوظيف طبيب نفساني اسمه هيوجو سترينج (Hugo Strange) و الذي يبدو أن لديه أجندته الخاصة السرية من أجل المدينة . باتمان يراقب الوضع وقلق من خروج الأمور عن زمام السيطرة . جزء من المخطط لمدينة أركام مخفي في مكتب شارب في مصحة أركام .
في هذا الجزء سوف تتواجد شخصيات شهيرة في السلسلة مثل : الجوكر، روبن، المرأة القطة (Catwoman) ، ذو الوجهين (Two-Face) ، هارلي كوين (Harley Quinn) ، البطريق(Penguin) (يؤدي صوته الممثل : نولان نورث ) و مستر فريز (Mr. Freeze) .

## روابط خارجية
- باتمان: أركام سيتي على موقع IMDb (الإنجليزية)